# Roštár
Roštár – wieś (obec) na Słowacji położona w kraju koszyckim, w powiecie Rożniawa. Znajduje się na Pogórzu Rewuckim (Revúcka vrchovina), przy ujściu Roštarskiego Potoku (Roštarsky potok) do Hankowskiego Potoku (Hankovský potok). 
Pierwsze wzmianki o miejscowości pochodzą z roku 1318. 
Według danych z dnia 31 grudnia 2012, wieś zamieszkiwało 558 osób, w tym 283 kobiety i 275 mężczyzn.
W 2001 roku rozkład populacji względem narodowości i przynależności etnicznej wyglądał następująco:
- Słowacy – 83,24%
- Czesi – 0,19%
- Romowie – 12,95%

Ze względu na wyznawaną religię struktura mieszkańców kształtowała się w 2001 roku następująco:
- Katolicy rzymscy – 7,05%
- Ewangelicy – 47,62%
- Ateiści – 39,05%
- Nie podano – 4,95%